# National Jazz & Blues Festival

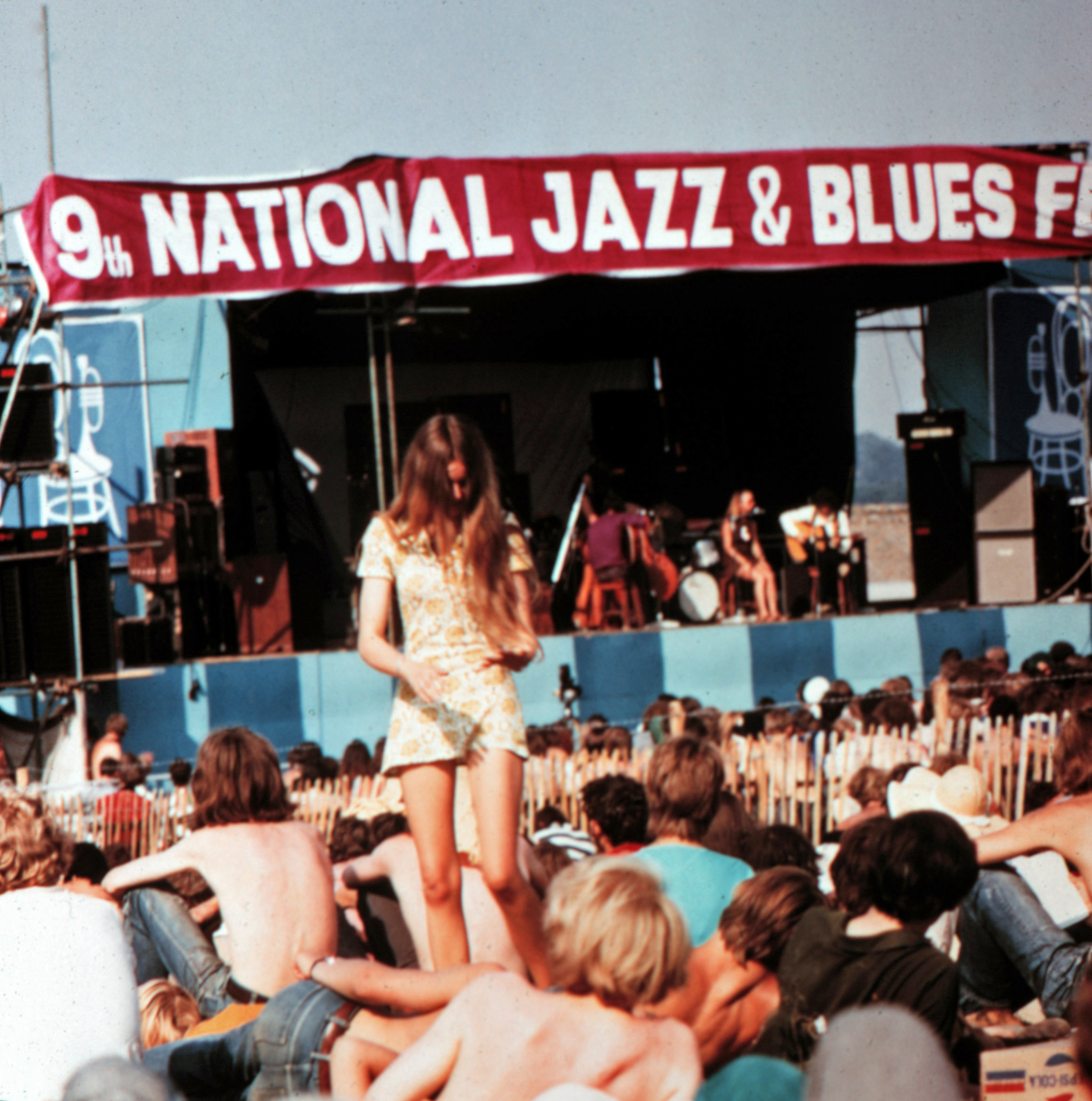
Plumpton (1969).

Le National Jazz & Blues Festival est un festival musical anglais, créé en 1961, qui accompagne le rock britannique et le British blues jusqu'en 1983.
Il a lieu successivement à Richmond (1961-65), Windsor (1966-67), Sunbury (1968), Plumpton, East Sussex (1969-70), et Reading (1971-83).
Il accueille les plus grands noms du rock et du blues anglais ou étranger, notamment américain.
Il se transforme en 1983 en Reading Rock Festival et aujourd'hui en Reading and Leeds Festivals.

## Programme

### Années 1960
- 1961 - Richmond

26-27 août : Chris Barber, Johnny Dankworth, Jackie Lynn...
- 1962 - Richmond

Samedi 28 juillet : Chris Barber
Dimanche 29 juillet : Kenny Ball, Johnny Dankworth, Ronnie Ross...
- 1963 - Richmond

Samedi 10 août : Chris Barber, Alex Welsh...
Dimanche 11 août : The Rolling Stones, Acker Bilk, Long John Baldry, The Velvettes, Terry Lightfoot...
- 1964 - Richmond

Vendredi 7 août : The Rolling Stones, T. Bones...
Samedi 8 août : Jimmy Witherspoon, Memphis Slim, Manfred Mann, Long John Baldry, Chris Barber, Ottilie Patterson, Ronnie Scott...
Dimanche 9 août : Mose Allison, The Yardbirds, Georgie Fame, Graham Bond, Kenny Ball...
- 1965 - Richmond

Vendredi 6 août : The Yardbirds, The Moody Blues, The Who
Samedi 7 août : Manfred Mann, Georgie Fame, Ronnie Scott, Dick Morrissey...
Dimanche 8 août : The Animals, Spencer Davis, Chris Barber, Kenny Ball, Steampacket avec Long John Baldry, Rod Stewart, Julie Driscoll, Brian Auger...
- 1966 - Windsor

Vendredi 11 août : Small Faces, Eric Burdon, Marmalade, The Move...
Samedi 12 août : Arthur Brown, Ten Years After, Aynsley Dunbar Retaliation, Yusef Lateef, Al Cohn et Zoot Sims, Amen Corner, Zoot Money...
Dimanche 13 août : Donovan, John Mayall's Bluesbreakers, Cream, Jeff Beck, P. P. Arnold et  The Nice, Pentangle ...
- 1967 - Windsor

Vendredi 11 août : Small Faces, The Move, Marmalade...
Samedi 12 août : The Nice (remplacent les Pink Floyd), Arthur Brown, Aynsley Dunbar, Ten Years After, Amen Corner, Time Box...
Dimanche 13 août : Cream, Jeff Beck, Donovan, John Mayall's Bluesbreakers, Chicken Shack, P.P. Arnold, Fleetwood Mac, Pentangle...
- 1968 - Sunbury

Vendredi 9 août : Jerry Lee Lewis, Taste...
Samedi 10 août : Deep Purple, Joe Cocker, T. Rex, Ten Years After, Jeff Beck, The Nice, Ginger Baker, Arthur Brown...
Dimanche 11 août : John Mayall, Fairport Convention, Jethro Tull, Spencer Davis, Traffic...
- 1969 - Plumpton

Vendredi 8 août : Pink Floyd, Soft Machine, East of Eden, Keith Tippett...
Samedi 9 août : The Who, Yes, Chicken Shack, Aynsley Dunbar, Spirit of John Morgan, King Crimson, Bonzo Dog Doo-Dah Band, John Surman, Fat Mattress, Wallace Collection...
Dimanche 10 août : The Nice, Family, Pentangle, Keef Hartley, Blodwyn Pig, Chris Barber, Ron Geesin, Mick Abrahams, Long John Baldry, Magna Carta, Jo Ann Kelly...

### Années 1970
- 1970 - Plumpton

Vendredi 7 août : Family, The Groundhogs, Rare Bird...
Samedi 8 août : Cat Stevens, Taste, Black Sabbath, Magna Carta, East of Eden, Peter Green, Keef Hartley, Jackson Heights...
Dimanche 9 août : The Incredible String Band, Yes, Deep Purple, Colosseum, Audience, Fat Mattress, Chris Barber...
- 1971 - Reading

Vendredi 25 juin : Arthur Brown, Clouds...
Samedi 26 juin : Sha Na Na, Wishbone Ash, Genesis, Audience, Renaissance...
Dimanche 27 juin : Al Kooper, Rory Gallagher, Colosseum, Osibisa, Van der Graaf Generator...
- 1972 - Reading

Vendredi 11 août : Mungo Jerry, Genesis, The Pretty Things, Curved Air...
Samedi 12 août : Johnny Otis, Faces, Electric Light Orchestra, Edgar Broughton Band, Linda Lewis, Focus...
Dimanche 13 août : Ten Years After, Status Quo, Quintessence, Matching Mole...
- 1973 - Reading

Vendredi 24 août : Rory Gallagher, Commander Cody...
Samedi 25 août : Faces, Lindisfarne, The Sensational Alex Harvey Band, Magma, Status Quo...
Dimanche 26 août : Genesis, Roy Buchanan, Tim Hardin, Spencer Davis, Jon Hiseman, Ange...
- 1974 - Reading

Vendredi 23 août : Alex Harvey, 10cc, Camel...
Samedi 24 août : Traffic, Georgie Fame, Long John Baldry, Ronnie Lane, Blodwyn Pig...
Dimanche 25 août : Focus, Eric Burdon, Barclay James Harvest, Kiki Dee...
- 1975 - Reading

Vendredi 22 août : Judas Priest, Kokomo, Dr Feelgood, Hawkwind, UFO...
Samedi 23 août : Supertramp, Alan Stivell...
Dimanche 24 août : Lou Reed, Wishbone Ash, Soft Machine, Climax Blues Band, Caravan, Robin Trower...
- 1976 - Reading

Vendredi 27 août : Gong, Mallard...
Samedi 28 août : Rory Gallagher, Manfred Mann, Jon Hiseman, Camel...
Dimanche 29 août : Black Oak Arkansas, AC/DC, Ted Nugent...
- 1977 - Reading

Vendredi 26 août : Uriah Heep, Golden Earring...
Samedi 27 août : Thin Lizzy, Aerosmith, Ultravox, Graham Parker and the Rumour...
Dimanche 28 août : The Motors, The Enid...
- 1978 - Reading

Vendredi 25 août : The Jam, Ultravox, The Pirates...
Samedi 26 août : Status Quo, The Motors, Spirit, Lindisfarne...
Dimanche 27 août : Patti Smith, Foreigner, Chelsea, Tom Robinson Band...
- 1979 - Reading

Vendredi 24 août : The Police, The Tourists, Motörhead, The Cure, Wilko Johnson...
Samedi 25 août : Thin Lizzy, Inner Circle, Steve Hackett, Gillan...
Dimanche 26 août : Peter Gabriel, Ramones, Whitesnake, Molly Hatchet, Climax Blues Band, The Members...

### Années 1980
- 1980 - Reading

Vendredi 22 août : Rory Gallagher, Gillan, Krokus...
Samedi 23 août : UFO, Iron Maiden, Angels, Q Tips, Samson...
Dimanche 24 août : Def Leppard, Budgie, Magnum...
- 1981 - Reading

Vendredi 28 août : Girlschool, Steve Hackett, Budgie, Téléphone
Samedi 29 août : Chicken Shack, Alex Harvey Band, Lionheart, Trust, Samson...
Dimanche 30 août : The Kinks, Wishbone Ash, Thompson Twins, Greg Lake...
- 1982 - Reading

Vendredi 27 août : Budgie, Trust, Randy California...
Samedi 28 août : Iron Maiden, Gary Moore Band, Blackfoot...
Dimanche 29 août : Dave Edmunds, Marillion, Twisted Sister...
- 1983 - Reading

Vendredi 26 août : The Stranglers, Pendragon...
Samedi 27 août : Black Sabbath, Suzi Quatro, Marillion, Stevie Ray Vaughan, Magnum...
Dimanche 28 août : Alvin Lee Band, Thin Lizzy, Ten Years After, Climax Blues Band...